# Uncinia araucana
Uncinia araucana är en halvgräsart som beskrevs av Gerald A. Wheeler. Uncinia araucana ingår i släktet Uncinia och familjen halvgräs. Inga underarter finns listade i Catalogue of Life.